# Prästgårdstjärnen
Prästgårdstjärnen är en sjö i Hagfors kommun i Värmland och ingår i Göta älvs huvudavrinningsområde. Sjön har en area på 0,107 kvadratkilometer och ligger 136,6 meter över havet. Sjön avvattnas av vattendraget Göta älv (Röa).

## Delavrinningsområde
Prästgårdstjärnen ingår i det delavrinningsområde (667055-137472) som SMHI kallar för Ovan VDRID = Acksjöälven i Göta älvs vattendragsy*. Medelhöjden är 191 meter över havet och ytan är 38,33 kvadratkilometer. Räknas de 265 avrinningsområdena uppströms in blir den ackumulerade arean 8 517,49 kvadratkilometer. Avrinningsområdets utflöde Göta älv (Röa) mynnar i havet. Avrinningsområdet består mestadels av skog (59 procent), öppen mark (13 procent) och jordbruk (11 procent). Avrinningsområdet har 2,79 kvadratkilometer vattenytor vilket ger det en sjöprocent på 7,3 procent. Bebyggelsen i området täcker en yta av 2,02 kvadratkilometer eller 5 procent av avrinningsområdet.